# Marc-André ter Stegen
Marc-André ter Stegen (Mönchengladbach, 1992. április 30. –) német labdarúgó, aki 2014-től  az FC Barcelona és a német válogatott kapusa.

## Pályafutása

### Mönchengladbach
1996-ban került a Borussia Mönchengladbach akadémiájára, ahol egészen 2010-ig nevelkedett. 2009-ben írta alá az első profi szerződését, majd a 2010–11-es szezon első felében a tartalék csapatban véd.  a 2011. április 10-én bemutatkozott a Bundesligában az 1. FC Köln ellen, majd a szezon további mérkőzésein is kiemelkedő teljesítményével klubja legjobbjává vált.
A következő szezonra az 1-es számú mezben szerepelt, miután leváltotta a 21-es számot. Marco Reus társaságában klubja legértékesebb játékosai lettek. A 2012–13-as szezonban bejelentették, hogy előszerződést kötött az FC Barcelona csapatával, majd ezt később tagadták. 2014 január 6-án elutasította a Mönchengladbach szerződés hosszabbítási ajánlatát. Május 5-én a Mainz 05 elleni hazai mérkőzésen búcsúzott el a Mönchengladbach szurkolóitól.

### Barcelona
2014. május 19-én bejelentették, hogy Víctor Valdés és José Manuel Pinto távozását követően ő lesz a Barcelona első számú kapusa. 12 millió euróért írt alá 2019-ig és 80 millió eurós kivásárlási árért.

## Válogatott
2009 májusában tagja volt a 2009-es U17-es labdarúgó-Európa-bajnokságon részt vevő csapatnak és a Holland U17-es labdarúgó-válogatott ellen 2-1-re megnyert mérkőzésen ő állt a kapuban. A 2009-es U17-es labdarúgó-világbajnokságon is tagja volt a válogatottnak, ahol a 2. fordulóban estek ki.
2012. február 29-én debütált a Német U21-es labdarúgó-válogatottban a Görög U21-es labdarúgó-válogatott ellen 1-0-ra megnyert mérkőzésen.
Joachim Löw behívta a felnőtt válogatott előzetes keretébe a 2012-es labdarúgó-Európa-bajnokságra készülő játékosok közé. A Svájci labdarúgó-válogatott ellen debütált május 26-án. Eike Immel után ő lett ebben az időben a második legfiatalabb kapus, aki debütált a válogatottban. Két nappal Joachim Löw bejelentette, hogy nem vesz részt az Európa-bajnokságon ter Steger.
2012. augusztus 15-én Thomas Müller cseréjeként lépett második alkalommal pályára a válogatottban, miután Ron-Robert Zieler piros lapot kapott az Argentin labdarúgó-válogatott elleni mérkőzésen. 2013. június 2-án az Amerikai labdarúgó-válogatott ellen Washingtonban ő állt a kapuba és a mérkőzést 4-3-ra elvesztették.
2024. június 7-én bekerült Julian Nagelsmann szövetségi kapitány 26 fős keretébe, amely a 2024-es labdarúgó-Európa-bajnokságon részt vett.

## Statisztika

### Klub
Utoljára frissítve: 2021. december 12.
| Klub            | Szezon         | Bajnokság      | Bajnokság | Bajnokság | Kupa  | Kupa  | Európai | Európai | Egyéb | Egyéb | Összesen | Összesen |
| Klub            | Szezon         | Liga           | Mérk.     | Gólok     | Mérk. | Gólok | Mérk.   | Gólok   | Mérk. | Gólok | Mérk.    | Gólok    |
| --------------- | -------------- | -------------- | --------- | --------- | ----- | ----- | ------- | ------- | ----- | ----- | -------- | -------- |
| Mönchengladbach | 2010–11        | Bundesliga     | 6         | 0         | 0     | 0     | —       | —       | 2     | 0     | 8        | 0        |
| Mönchengladbach | 2011–12        | Bundesliga     | 34        | 0         | 5     | 0     | —       | —       | —     | —     | 39       | 0        |
| Mönchengladbach | 2012–13        | Bundesliga     | 34        | 0         | 2     | 0     | 9       | 0       | —     | —     | 45       | 0        |
| Mönchengladbach | 2013–14        | Bundesliga     | 34        | 0         | 1     | 0     | —       | —       | —     | —     | 35       | 0        |
| Mönchengladbach | Összesen       | Összesen       | 108       | 0         | 8     | 0     | 9       | 0       | 2     | 0     | 127      | 0        |
| Barcelona       | 2014–2015      | La Liga        | 0         | 0         | 8     | 0     | 13      | 0       | —     | —     | 21       | 0        |
| Barcelona       | 2015–16        | La Liga        | 7         | 0         | 7     | 0     | 10      | 0       | 2     | 0     | 26       | 0        |
| Barcelona       | 2016–17        | La Liga        | 36        | 0         | 1     | 0     | 9       | 0       | 0     | 0     | 46       | 0        |
| Barcelona       | 2017–18        | La Liga        | 37        | 0         | 0     | 0     | 9       | 0       | 2     | 0     | 48       | 0        |
| Barcelona       | 2018–19        | La Liga        | 35        | 0         | 2     | 0     | 11      | 0       | 1     | 0     | 49       | 0        |
| Barcelona       | 2019–20        | La Liga        | 36        | 0         | 2     | 0     | 8       | 0       | 0     | 0     | 46       | 0        |
| Barcelona       | 2020–21        | La Liga        | 31        | 0         | 4     | 0     | 5       | 0       | 2     | 0     | 42       | 0        |
| Barcelona       | 2021–22        | La Liga        | 14        | 0         | 0     | 0     | 6       | 0       | 0     | 0     | 20       | 0        |
| Barcelona       | Összesen       | Összesen       | 196       | 0         | 24    | 0     | 71      | 0       | 7     | 0     | 298      | 0        |
| Teljes karrier  | Teljes karrier | Teljes karrier | 304       | 0         | 32    | 0     | 80      | 0       | 9     | 0     | 425      | 0        |

### Válogatott
Utoljára frissítve: 2021. november 14.
| Válogatott  | Szezon   | Mérkőzés | Gól |
| ----------- | -------- | -------- | --- |
| Németország | 2012     | 2        | 0   |
| Németország | 2013     | 1        | 0   |
| Németország | 2014     | 1        | 0   |
| Németország | 2015     | 0        | 0   |
| Németország | 2016     | 4        | 0   |
| Németország | 2017     | 10       | 0   |
| Németország | 2018     | 3        | 0   |
| Németország | 2019     | 3        | 0   |
| Németország | 2021     | 3        | 0   |
| Összesen    | Összesen | 27       | 0   |

## Sikerei, díjai

### Klub
- FC Barcelona
  - Spanyol bajnok: 2014–15, 2015–16, 2017–2018, 2018–2019
  - Spanyol kupa: 2014–15, 2015–16, 2016–17, 2020–21
  - Spanyol szuperkupa: 2016, 2018
  - UEFA-bajnokok ligája: 2014–15
  - UEFA-szuperkupa: 2015
  - FIFA-klubvilágbajnokság: 2015

### Válogatott
- Németország U17:
  - U17-es Európa-bajnok: 2009
- Németország:
  - Konföderációs kupa aranyérem: 2017

### Egyéni
- U17-es Európa-bajnokság – A torna csapata: 2009
- Fritz Walter-medál – U17-es bronz medál: 2009
- Fritz Walter-medál – U19-es arany medál: 2011
- Kicker Bundesliga – A szezon kapusa: 2011–12
- Bajnokok ligája – A szezon csapata: 2014–15
- Bajnokok ligája – A szezon védése: 2014–15
- Konföderációs kupa – A mérkőzés legjobbja (a döntőben): 2017
- FIFA FIFPro World XI – 5th team: 2018
- UEFA – Év csapata-díj: 2018